# One for the Road (Ronnie Lane)
One for the Road è il terzo album in studio da solista del musicista britannico Ronnie Lane, fondatore dei gruppi Small Faces e Faces. Il disco è stato pubblicato nel 1976.

## Tracce
1. Don't Try & Change My Mind – 3:06
2. 32nd Street – 4:34
3. Snake – 3:27
4. Burnin' Summer – 4:06
5. One for the Road – 4:46
6. Steppin' and Reelin' – 6:27
7. Harvest Home – 5:50
8. Nobody's Listenin' – 3:54
9. G'morning – 4:01